# Strażnica KOP „Wilcza”

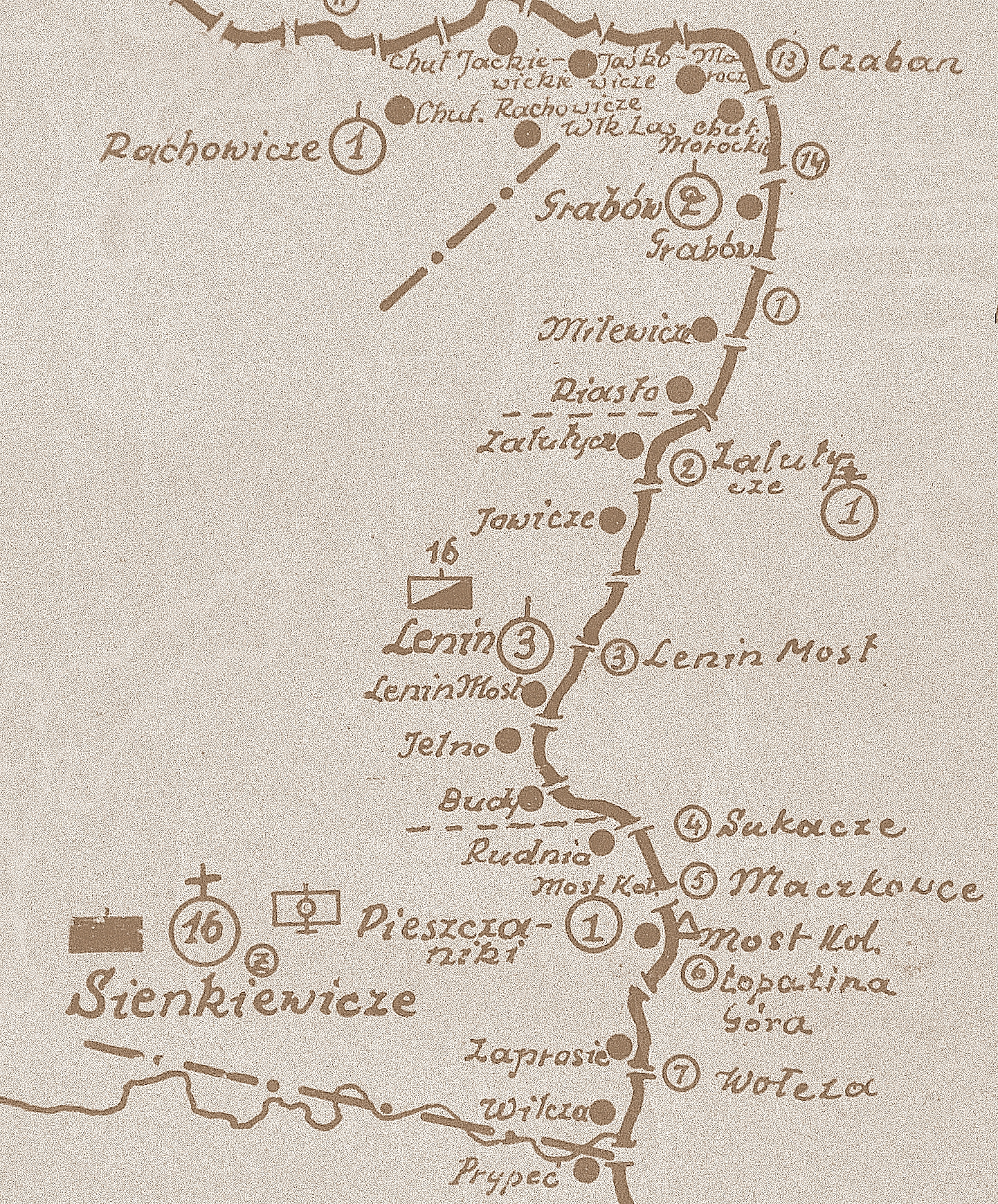
Rozmieszczenie batalionu KOP „Sienkiewicze” w 1931

Strażnica KOP „Wilcza” – zasadnicza jednostka organizacyjna Korpusu Ochrony Pogranicza pełniąca służbę ochronną na granicy polsko-sowieckiej.

## Formowanie i zmiany organizacyjne
W 1925 w składzie 5 Brygady Ochrony Pogranicza, został sformowany 16 batalion graniczny. W 1928 w skład batalionu wchodziło 16 strażnic. Strażnica KOP „Wilcza” w latach 1928–1939 funkcjonowała w strukturze organizacyjnej 1 kompanii granicznej KOP „Pieszczaniki” . Strażnica liczyła około 18 żołnierzy i rozmieszczona była przy linii granicznej z zadaniem bezpośredniej ochrony granicy państwowej.
W 1932 obsada strażnicy zakwaterowana była w budynku popolicyjnym. Strażnicę z macierzystą kompanią łączyła droga polna długości 9 km.

## Służba graniczna
Podstawową jednostką taktyczną Korpusu Ochrony Pogranicza przeznaczoną do pełnienia służby ochronnej był batalion graniczny. Odcinek batalionu dzielił się na pododcinki kompanii, a te z kolei na pododcinki strażnic, które były „zasadniczymi jednostkami pełniącymi służbę ochronną”, w sile półplutonu. Służba ochronna pełniona była systemem zmiennym, polegającym na stałym patrolowaniu strefy nadgranicznej, wystawianiu posterunków alarmowych, obserwacyjnych i kontrolnych stałych, patrolowaniu i organizowaniu zasadzek w miejscach rozpoznanych jako niebezpieczne, kontrolowaniu dokumentów i zatrzymywaniu osób podejrzanych, a także utrzymywaniu ścisłej łączności między oddziałami i władzami administracyjnymi.
Strażnica KOP „Wilcza” w 1932 ochraniała pododcinek granicy państwowej szerokości 5 kilometrów 315 metrów od słupa granicznego nr 1132 do 1136, a w 1938 pododcinek szerokości 11 kilometrów 490 metrów od słupa granicznego nr 1128 do 1136.
Sąsiednie strażnice:
- strażnica KOP „Zaprosie” ⇔ strażnica KOP „Prypeć” - 1929[3], 1931[4] , 1932[12], 1934[6]
- strażnica KOP „Most Kolejowy” ⇔ strażnica KOP „Prypeć” - 1938[7]